# حكمت سليمان

حكمت سليمان مع زوجته

عارف حكمت بن سليمان فائق بك (1889-1964) فرضه بكر صدقي بانقلابه رئيسا لوزراء الحكومة العراقية الثانية والعشرون ، ووزير عراقي سابق وأحد السياسيين العراقيين أثناء العهد الملكي في العراق. والده هو سليمان فائق بن طالب كهية الكولمند، وهو من أصل شركسي من الشيشان. وأخوه محمود شوكت الذي شغل منصب الصدر الأعظم.

## نشأته ودراسته
ولد حكمت في بغداد عام 1306 هـ/1889م لعائلة عراقية من أصل شركسي فوالده سليمان فائق بك رجل الدولة والمؤرخ، وبها نشأ وتعلم القرآن وأكمل دراستهِ الابتدائية والثانوية. ثم سافر إلى إسطنبول وبدأ في دراسة الحقوق في جامعتها. ثم ترك دراسة الحقوق بعد فترة وجيزة وانتمى إلى المدرسة الملكية الشاهانية ونال شهادتها في شهر شباط من عام 1911. دخل بعدها مدرسة المشاة وتخرج ضابطا احتياطيا في تشرين الأول 1911. والحق بحاشية آمر اللواء المرابط في بك أوغلي ثم نقل إلى حاشية والي إسطنبول في شهر نيسان من عام 1912 ولغاية تشرين الأول 1913.

## أعماله ووظائفه
إن حكمت سليمان وأخاه خالد سليمان برزا في ميدان السياسة التركية في اسطنبول بعد قيام أخيهما الأكبر محمود شوكت باشا بقيادة حركة 31 آذار وخلع السلطان عبد الحميد الثاني في عام 1909. لكن حكمت وخالد فقدا نفوذهما بعد مقتل أخيهما محمود شوكت الصدر الأعظم عام 1913م، فعاد حكمت إلى بغداد بعد الحرب العالمية الأولى، وكان يريد مع جماعة آخرين تمهيد الأمور لعودة العراق إلى تركيا. ولما استقرت الأمور تعاون مع عناصر مختلفة تنقم على الوضع السياسي في العراق فكان له دور في انقلاب بكر صدقي عام 1936، ومن الوظائف التي شغلها مدير مدرسة الحقوق وبعدها عين معاوناً لمدير المعارف عام 1914م، وبدأ حياته السياسية برعاية عبد المحسن السعدون، ثم عين مديرا عاما لدائرة البرق والبريد في بغداد عام 1923م.

## ر ئاسة الحكومة العراقية
بعد انقلاب بكر صدقي عام 1936، تسلم حكمت سليمان رئاسة الوزارة الثانية والعشرون فكان من المتوقع أن يجد النظام الانقلابي في شخص حكمت جرأة وإقداما وحكمة كافية لتدبير الأمور، لكن ضعفه الإداري والسياسي أدى إلى أن يستحوذ بكر صدقي وجماعته على جميع السلطات ويستبد بها بغير كياسة مما أثار النقمة العامة ونقمة الوزراء أنفسهم، فاستقال أربعة وزراء منهم جعفر أبو التمن وكامل الجادرجي، ثم قتل بكر صدقي في الموصل فتلاشى النظام العام للحركة الانقلابية وانهدم وبقي حكمت سليمان المسؤول الوحيد عن تردي الأوضاع في البلاد، وعلى الرغم من اخلاصه في عمله وتفانيه في خدمة البلد تمكن خصومه من ترتيب قضية مؤامرة ضد الملك يكون فيها حكمت سليمان الرأس المدبر، فأجبر على الاستقالة وبذلك استمرت حكومته للفترة من 29 تشرين الأول/أكتوبر 1936 إلى 16 آب/أغسطس 1937، تشكلت بعدها وزارة جميل المدفعي الرابعة. واعتقل في شهر آذار/مارس 1939 بتهمة التآمر وسيق إلى المحاكمة وحكم عليه بالإعدام بهذه التهمة الملفقة في شهر آذار ثم خفف الحكم إلى السجن المؤبد، وأرسل حكمت سليمان إلى السجن في لواء السليمانية حتى قيام حركة وثورة مايس وأطلق سراحه رشيد عالي الكيلاني عام 1941. وحقيقة إن رئيس الوزراء نوري السعيد نقم عليه وصمم على الانتقام منه لاغتيال قريبه جعفر العسكري في انقلاب بكر صدقي، وبعد خروجه من السجن لم يشترك بعد ذلك في السياسة إلا مرتين كلف فيهما أن يكون عضوا في هيئة النيابة عند غياب الوصي في سفره خارج العراق.

## مناصبه السياسية
تولى المناصب السياسية التالية في الدولة العراقية بالترتيب:
1. انتخب نائباً بالبرلمان العراقي عام 1925م.
2. ثم ترقى إلى وظيفة وزير العدلية واستقال منها عام 1928م.
3. عين وزيرا للمعارف.
4. عين وزيرا للداخلية.
5. رئيس مجلس النواب العراقي.
6. رئيساً للوزراء في عهد انقلاب بكر صدقي عام 1936م، وشغل منصب رئيس الوزراء في العراق من 30 أكتوبر 1936 م، إلى 12 أغسطس 1937. وبعد الانقلاب حُكِمَ عليه بالسجن خمسة أعوام، وأُجبر على الاستقالة بعد حادثة اغتيال بكر صدقي عام 1937م.[3]

## اهتماماته العامة
أصدر صحيفة سياسية اسمها البيان صدرت في 12 آذار 1935، فلم يبرز منها إلى الوجود سوى عدد واحد، وهو الذي أنشأ دار المعلمات الابتدائية، والمدرسة المأمونية الابتدائية، وكان حكمت سليمان رجلاً غنياً اقطاعياً ولم تكن عنده مشاكل مع الفلاحين لحسن خلقه وكرمه.
وله مجلس في دارهِ بمنطقة الصليخ في الأعظمية لا يقل أهمية عن مجلس والده سليمان فائق حيث جمع بين الأدب والسياسة، وكان يحضره العلماء والأدباء ورجال السياسة والصحافة وكان الشاعران الزهاوي والرصافي من ملازمي مجلسه، ولهُ بعض المؤلفات والمقالات في الصحف والمجلات.
أشرف في سنواته الأخيرة في ترجمة مؤلفات والده التاريخية إلى اللغة العربية وطبعها.

## وفاته
ذكر الطبيب البريطاني سندرسن في كتابهِ (عشرة آلاف ليلة وليلة) أنه زاره في السجن حيث أودع كمجرم عادي في ضيق شديد ووجدهُ في غاية الضعف وفي حالة قلق وخيمة، وقد نقص وزنه كثيرا وساءت حالته الصحية، فأوصى بنقلهِ إلى مستشفى ليتم علاجه، ثم ساءت حالته في الصيف فنقل بناءا على توصية الطبيب، إلى منطقة بنجوين في جبال كردستان تحت حراسة مشددة.
توفي حكمت سليمان في ناحية الأعظمية في بغداد في 6 صفر 1384 هـ/ 16 حزيران 1964م، وشيع بموكب كبير ودفن في مبنى كلية الشريعة في مقبرة الخيزران في الأعظمية.